# Jorge Sampaoli
Jorge Luis Antonio Sampaoli Moya (Casilda, 13 marzo 1960) è un allenatore di calcio ed ex calciatore argentino, di ruolo centrocampista.

## Biografia
Nato a Casilda, nella provincia di Santa Fe, ha vissuto nel quartiere di Barracas. Il nonno, Nazzareno Sampaolo, classe 1893, emigrò da Potenza Picena dopo la prima guerra mondiale, e all'arrivo in Argentina il suo cognome venne erroneamente trascritto come "Sampaoli". Il padre, Rodalgo Sampaoli, era un agente di polizia, ed è morto per un carcinoma del polmone; la madre si chiama Odila Moya. Si ritirò dal calcio giocato per una rottura della tibia a soli 19 anni e lavorò come impiegato al Banco de la Provincia, un istituto di credito, e come giudice di pace.

## Caratteristiche tecniche

### Allenatore
È ritenuto uno dei "discepoli" del famoso allenatore argentino Marcelo Bielsa; predilige il modulo 3-3-1-3, di cui Bielsa è stato l'ideatore.

## Carriera

### Giocatore
Fece parte delle giovanili del Newell's Old Boys prima di interrompere la carriera per un infortunio che gli procurò la frattura di tibia e perone e gli impedì di proseguire nel calcio professionistico. Giocò poi sporadicamente nell'Alumni de Casilda, club dilettantistico della sua cittadina natale.

### Allenatore

#### Club

##### Gli inizi in Argentina
Divenne allenatore dell'Alumni negli anni 1990. Nel 1996 apparve sulla copertina del quotidiano La Capital e fu notato dal presidente del Newell's Eduardo López, che lo assunse come allenatore dell'Argentino de Rosario, società satellite del Newell's che disputava la Primera B Metropolitana. Rimase sulla panchina del club fino all'aprile del 1997, tornando poi ad allenare in provincia.

##### Le stagioni in Perù
Il 1º gennaio 2002 si trasferì in Perù, assumendo la guida del Juan Aurich per 8 partite del Campeonato Descentralizado 2002, raggiungendo per la prima volta un campionato di massima serie nazionale. Il 1º gennaio 2003 passò poi allo Sport Boys, con cui terminò il torneo del 2002 e disputò tutto il Campeonato Descentralizado 2003. Il 1º gennaio 2004 divenne tecnico del Coronel Bolognesi; mantenne l'incarico fino al 31 dicembre 2005, e tornò poi il 1º luglio 2006 per disputare la Copa Sudamericana 2006.
Dal 1º gennaio al 5 maggio 2007 ha allenato lo Sporting Cristal.

##### Le esperienze in Cile ed Ecuador
Il 1º dicembre 2007 si trasferì in Cile, venendo assunto dall'O'Higgins in vista del torneo di Apertura 2008. Lasciò il club tricolore il 3 agosto 2009 e il 1º dicembre si sedette sulla panchina dell'Emelec, in Ecuador, e prese parte alla Coppa Libertadores 2010. Riuscì anche a ottenere il primo posto nella prima fase della Primera Categoría Serie A 2010, e mantenne la guida della squadra anche durante la Copa Sudamericana 2010 e la Coppa Libertadores 2011. Lascia il club il 1º dicembre 2010.

##### Le vittorie con l'Universidad de Chile
Il 15 dicembre 2010 fu assunto dall'Universidad de Chile. Il 12 giugno vinse il campionato di Apertura 2011, superando la finalista Universidad Católica. Con 9 vittorie consecutive stabilì, nel settembre 2011, il primato cileno per il maggior numero di successi ottenuti all'inizio di un campionato (dalla prima alla nona giornata). Il 14 dicembre vinse la Copa Sudamericana 2011, primo titolo continentale dell'Universidad de Chile e prima società cilena nella storia a vincere tale competizione. Il 29 dicembre si aggiudicò anche il titolo nazionale di Clausura. Per via dei risultati ottenuti nel corso dell'anno 2011, Sampaoli chiuse al secondo posto nella classifica del premio per l'Allenatore sudamericano dell'anno. Sempre con l'Universidad de Chile è riuscito a vincere anche il torneo di Apertura 2012.

##### Siviglia
Il 27 giugno 2016, dopo l'esperienza come ct del Cile, diventa il nuovo allenatore del Siviglia, con cui firma un contratto biennale. Inizia subito con la sconfitta nella finale di Supercoppa Europea contro il Real Madrid per 3 a 2. Nella Coppa di Spagna viene eliminato agli ottavi di finale dal Real Madrid dopo il 3-0 all'andata e il 3-3 al ritorno. In campionato si classifica al quarto posto con l'ammissione ai play-off della Champions League.

##### Santos e Atletico Mineiro
Il 13 dicembre 2019, dopo una stagione sulla panchina dell'Argentina, viene ufficializzato come allenatore del Santos in Brasile. Dopo poco più di un anno tuttavia si dimette dall'incarico, a causa di divergenze con la dirigenza nella gestione della campagna acquisti.
Libero di accordarsi con un nuovo club, Sampaoli non abbandona il campionato brasiliano, siglando nel marzo del 2020 un nuovo contratto con l'Atlético Mineiro. Guida il club sino al 22 febbraio 2021, giorno in cui risolve il proprio contratto con i bianconeri.

##### Olympique Marsiglia
Il 21 febbraio 2021 viene ufficializzato come nuovo allenatore dell'Olympique Marsiglia, in quel momento decimo in campionato, firmando un accordo valido fino a giugno 2023. La settimana seguente al debutto pareggia per 1-1 con l’Olympique Lione e la prima vittoria arriva il 13 marzo contro il Brest per 3-1. Il 7 marzo intanto viene eliminato dal modesto Canet ai sedicesimi di Coppa di Francia. Termina poi il campionato al quinto posto con 60 punti qualificandosi per l'Europa League.
La stagione seguente il Marsiglia arriva secondo in Ligue 1 dietro al Paris Saint-Germain, in Coppa di Francia viene eliminato dal Nizza ai quarti mentre in Europa League arriva terzo nel girone dietro a Galatasaray e Lazio accedendo alla nuova Conference League dalla quale è eliminato in semifinale per mano del Feyenoord.
A sorpresa il 1º luglio 2022 risolve consensualmente il contratto con la società francese con un anno di anticipo rispetto alla scadenza; alla base della sua decisione ci sarebbe una profonda delusione per il mercato.

##### Ritorno al Siviglia e Flamengo
Il 6 ottobre 2022 torna dopo un lustro alla guida del Siviglia,  quartultimo nella Liga, subentrando all'esonerato Julen Lopetegui. Viene esonerato il 21 marzo 2023, con la squadra al quattordicesimo posto in classifica.
Il 15 aprile 2023 viene nominato come nuovo allenatore del Flamengo, con cui sottoscrive un contratto fino al 31 dicembre 2024. Il 29 settembre seguente viene esonerato.

##### Rennes
Ad oltre un anno dall'ultimo incarico, l'11 novembre 2024 viene annunciato il suo ritorno in Francia come nuovo tecnico del Rennes, subentrando all'esonerato Julien Stéphan; con i rossoneri firma un contratto fino al 30 giugno 2026. Il 30 gennaio 2025 si separa dal club francese scivolato in zona retrocessione.

#### Nazionale

##### Nazionale cilena
Il 3 dicembre 2012 la Federazione cilena lo nomina commissario tecnico della nazionale. Il 5 luglio 2015 vince la Copa América battendo 4-1 dopo i tiri di rigore la "sua" Argentina, diventando il primo allenatore a vincere un grande trofeo internazionale battendo la sua nazionale in finale.
Il 19 gennaio 2016 si dimette dalla carica di commissario tecnico dopo 4 anni.

##### Nazionale argentina

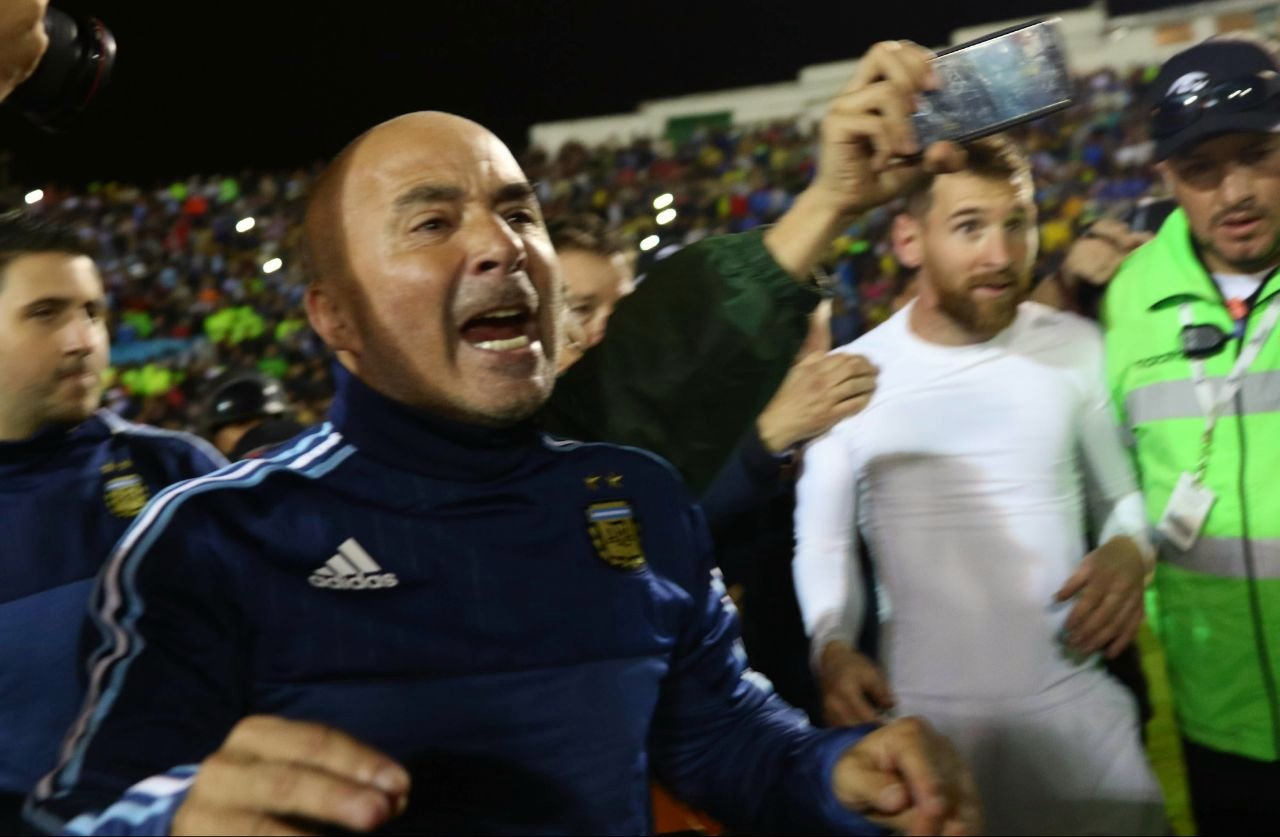
Sampaoli alla guida dell'Argentina nel 2017

Il 1º giugno 2017 risolve il proprio contratto con il Siviglia per poterne firmare uno con la Federazione argentina come commissario tecnico della nazionale, subentrando a Edgardo Bauza.
Sotto la guida di Sampaoli, l'Argentina si qualifica per il Mondiale di Russia del 2018: nella competizione, tuttavia, la selezione argentina raccoglie un iniziale pareggio (1-1) con l'Islanda, seguito da una pesante sconfitta per 3-0 contro la Croazia; solo grazie alla vittoria per 2-1 sulla Nigeria i sudamericani riescono a qualificarsi per gli ottavi di finale, dove incontrano la Francia (futura vincitrice del Mondiale), che li elimina per 4-3. Al termine della deludente rassegna mondiale, la Federazione e il tecnico ufficializzano la risoluzione consensuale del contratto.

## Statistiche

### Statistiche da allenatore
Statistiche aggiornate al 30 gennaio 2025. In grassetto le competizioni vinte.
| Stagione                    | Squadra                     | Campionato                  | Campionato | Campionato | Campionato | Campionato | Coppe nazionali | Coppe nazionali | Coppe nazionali | Coppe nazionali | Coppe nazionali | Coppe continentali | Coppe continentali | Coppe continentali | Coppe continentali | Coppe continentali | Altre coppe | Altre coppe | Altre coppe | Altre coppe | Altre coppe | Totale | Totale | Totale | Totale | % Vittorie | Piazzamento |
| Stagione                    | Squadra                     | Comp                        | G          | V          | N          | P          | Comp            | G               | V               | N               | P               | Comp               | G                  | V                  | N                  | P                  | Comp        | G           | V           | N           | P           | G      | V      | N      | P      | %          | Piazzamento |
| --------------------------- | --------------------------- | --------------------------- | ---------- | ---------- | ---------- | ---------- | --------------- | --------------- | --------------- | --------------- | --------------- | ------------------ | ------------------ | ------------------ | ------------------ | ------------------ | ----------- | ----------- | ----------- | ----------- | ----------- | ------ | ------ | ------ | ------ | ---------- | ----------- |
| 2002                        | Juan Aurich                 | PD                          | 44+2       | 12+1       | 12+0       | 20+1       | -               | -               | -               | -               | -               | -                  | -                  | -                  | -                  | -                  | -           | -           | -           | -           | -           | 46     | 13     | 12     | 21     | 28,26      | 10° (retr.) |
| 2003                        | Sport Boys                  | PD                          | 37         | 16         | 10         | 11         | -               | -               | -               | -               | -               | -                  | -                  | -                  | -                  | -                  | -           | -           | -           | -           | -           | 37     | 16     | 10     | 11     | 43,24      | 4º          |
| 2004                        | Cor. Bolognesi FC           | PD                          | 52         | 17         | 9          | 26         | -               | -               | -               | -               | -               | CS                 | 2                  | 1                  | 0                  | 1                  | -           | -           | -           | -           | -           | 54     | 18     | 9      | 27     | 33,33      | 10º         |
| 2005                        | Cor. Bolognesi FC           | PD                          | 48         | 22         | 13         | 13         | -               | -               | -               | -               | -               | -                  | -                  | -                  | -                  | -                  | -           | -           | -           | -           | -           | 48     | 22     | 13     | 13     | 45,83      | 5º          |
| mag.-dic.2006               | Cor. Bolognesi FC           | PD                          | 22         | 12         | 3          | 7          | -               | -               | -               | -               | -               | CS                 | 4                  | 2                  | 0                  | 2                  | -           | -           | -           | -           | -           | 26     | 14     | 3      | 9      | 53,85      | 4º          |
| Totale Coronel Bolognesi FC | Totale Coronel Bolognesi FC | Totale Coronel Bolognesi FC | 122        | 51         | 25         | 46         |                 | -               | -               | -               | -               |                    | 6                  | 3                  | 0                  | 3                  |             | -           | -           | -           | -           | 128    | 54     | 25     | 49     | 42,19      |             |
| gen.-mag.2007               | Sporting Cristal            | PD                          | 16         | 4          | 6          | 6          | -               | -               | -               | -               | -               | CL                 | 2                  | 1                  | 0                  | 1                  | -           | -           | -           | -           | -           | 18     | 5      | 6      | 7      | 27,78      | Eson.       |
| 2008                        | O'Higgins                   | PD                          | 42         | 19         | 11         | 12         | CC              | 2               | 1               | 0               | 1               | -                  | -                  | -                  | -                  | -                  | -           | -           | -           | -           | -           | 44     | 20     | 11     | 13     | 45,45      | 8º          |
| 2009                        | O'Higgins                   | PD                          | 23         | 8          | 5          | 10         | -               | -               | -               | -               | -               | -                  | -                  | -                  | -                  | -                  | -           | -           | -           | -           | -           | 23     | 8      | 5      | 10     | 34,78      | Dimis.      |
| Totale O'Higgins            | Totale O'Higgins            | Totale O'Higgins            | 65         | 27         | 16         | 22         |                 | 2               | 1               | 0               | 1               |                    | -                  | -                  | -                  | -                  |             | -           | -           | -           | -           | 67     | 28     | 16     | 23     | 41,79      |             |
| 2010                        | Emelec                      | A                           | 44+2       | 27+1       | 11+0       | 6+1        | -               | -               | -               | -               | -               | CL+CS              | 8+4                | 1+2                | 3+0                | 4+2                | -           | -           | -           | -           | -           | 58     | 31     | 14     | 13     | 53,45      | 2°          |
| 2011                        | Universidad de Chile        | PD                          | 34+14      | 21+9       | 11+3       | 2+2        | CC              | 6               | 4               | 1               | 1               | CS                 | 12                 | 10                 | 2                  | 0                  | -           | -           | -           | -           | -           | 66     | 44     | 17     | 5      | 66,67      | 1º          |
| 2012                        | Universidad de Chile        | PD                          | 34+8       | 22+4       | 7+1        | 5+3        | CC              | 8               | 4               | 3               | 1               | CL+CS              | 12+4               | 5+1                | 4+1                | 3+2                | SB+RS       | 1+2         | 0+0         | 1+1         | 0+1         | 69     | 36     | 18     | 15     | 52,17      | 1°, 8°      |
| Totale Universidad de Chile | Totale Universidad de Chile | Totale Universidad de Chile | 90         | 56         | 22         | 12         |                 | 14              | 8               | 4               | 2               |                    | 28                 | 16                 | 7                  | 5                  |             | 3           | 0           | 2           | 1           | 135    | 80     | 35     | 20     | 59,26      |             |
| 2016-2017                   | Siviglia                    | PD                          | 38         | 21         | 9          | 8          | CR              | 4               | 2               | 1               | 1               | UCL                | 8                  | 4                  | 2                  | 2                  | SS+SU       | 2+1         | 0+0         | 0+0         | 2+1         | 53     | 27     | 12     | 14     | 50,94      | 4º          |
| 2019                        | Santos                      | A1/SP+A                     | 24+38      | 13+22      | 4+8        | 7+8        | CB              | -               | -               | -               | -               | CS                 | 2                  | 0                  | 2                  | 0                  | -           | -           | -           | -           | -           | 64     | 35     | 14     | 15     | 54,69      | 2º          |
| mar.-dic. 2020              | Atlético Mineiro            | M1/MG+A                     | 7+38       | 6+20       | 1+8        | 0+10       | CB              | -               | -               | -               | -               | CS                 | -                  | -                  | -                  | -                  | -           | -           | -           | -           | -           | 45     | 26     | 9      | 10     | 57,78      | 3º          |
| feb.-giu. 2021              | Olympique Marsiglia         | L1                          | 11         | 6          | 3          | 2          | CF              | 0               | 0               | 0               | 0               | -                  | -                  | -                  | -                  | -                  | -           | -           | -           | -           | -           | 11     | 6      | 3      | 2      | 54,55      | Sub., 5º    |
| 2021-2022                   | Olympique Marsiglia         | L1                          | 38         | 21         | 8          | 9          | CF              | 4               | 2               | 1               | 1               | UEL+UECL           | 6+8                | 1+6                | 4+1                | 1+1                | -           | -           | -           | -           | -           | 56     | 30     | 14     | 12     | 53,57      | 2º          |
| Totale Olympique Marsiglia  | Totale Olympique Marsiglia  | Totale Olympique Marsiglia  | 49         | 27         | 11         | 11         |                 | 4               | 2               | 1               | 1               |                    | 14                 | 7                  | 5                  | 2                  |             | -           | -           | -           | -           | 67     | 36     | 17     | 14     | 53,73      |             |
| ott. 2022-mar. 2023         | Siviglia                    | PD                          | 19         | 6          | 5          | 8          | CR              | 5               | 4               | 0               | 1               | UCL+UEL            | 3+4                | 1+2                | 1+0                | 1+2                | -           | -           | -           | -           | -           | 31     | 13     | 6      | 12     | 41,94      | Sub.,Eson.  |
| Totale Siviglia             | Totale Siviglia             | Totale Siviglia             | 57         | 27         | 14         | 16         |                 | 9               | 6               | 1               | 2               |                    | 15                 | 7                  | 3                  | 5                  |             | 3           | 0           | 0           | 3           | 84     | 40     | 18     | 26     | 47,62      |             |
| apr.-set. 2023              | Flamengo                    | A/RJ+A                      | 0+23       | 0+10       | 0+7        | 0+6        | CB              | 9               | 6               | 2               | 1               | CL                 | 7                  | 4                  | 2                  | 1                  | -           | -           | -           | -           | -           | 39     | 20     | 11     | 8      | 51,28      | Sub., Eson. |
| nov. 2024-gen. 2025         | Rennes                      | L1                          | 8          | 2          | 0          | 6          | CF              | 2               | 1               | 0               | 1               | -                  | -                  | -                  | -                  | -                  | -           | -           | -           | -           | -           | 10     | 3      | 0      | 7      | 30,00      | Sub., Eson. |
| Totale carriera             | Totale carriera             | Totale carriera             | 666        | 322        | 155        | 189        |                 | 40              | 24              | 8               | 8               |                    | 86                 | 41                 | 22                 | 23                 |             | 6           | 0           | 2           | 4           | 798    | 387    | 187    | 224    | 48,50      |             |

#### Nazionale
| Squadra   | Naz                  | dal             | al              | Record | Record | Record | Record     | Record | Record | Record |       |
| G         | V                    | N               | P               | GF     | GS     | DR     | Vittorie % |        |        |        |       |
| --------- | -------------------- | --------------- | --------------- | ------ | ------ | ------ | ---------- | ------ | ------ | ------ | ----- |
| Cile      | Cile (bandiera)      | 3 dicembre 2012 | 19 gennaio 2016 | 44     | 27     | 7      | 10         | 89     | 44     | +45    | 61,36 |
| Argentina | Argentina (bandiera) | 1º giugno 2017  | 15 luglio 2018  | 15     | 7      | 4      | 4          | 27     | 21     | +6     | 46,67 |
| Totale    | Totale               | Totale          | Totale          | 59     | 34     | 11     | 14         | 116    | 65     | +51    | 57,63 |

#### Nazionale cilena nel dettaglio
Statistiche aggiornate al 30 giugno 2018.
| 2013             | Cile        | Qual. Mondiale 2014 | 3º nel gruppo sudamericano CONMEBOL, qualificato | 7  | 5  | 1 | 1  | 71,43 | 15 | 7  | +8  |
| Giu. 2014        | Cile        | Mondiale 2014       | Ottavi di finale                                 | 4  | 2  | 1 | 1  | 50,00 | 6  | 4  | +2  |
| Giu. 2015        | Cile        | Copa América 2015   | Vincitore                                        | 6  | 4  | 2 | 0  | 66,67 | 13 | 4  | +9  |
| 2015             | Cile        | Qual. Mondiale 2018 | Dimesso                                          | 4  | 2  | 1 | 1  | 50,00 | 7  | 7  | +0  |
| Dal 2013 al 2015 | Cile        | Amichevoli          |                                                  | 23 | 14 | 4 | 5  | 60,87 | 48 | 22 | +26 |
| Totale Cile      | Totale Cile | Totale Cile         | Totale Cile                                      | 44 | 27 | 7 | 10 | 61,36 | 89 | 44 | +45 |

#### Panchine da commissario tecnico della nazionale cilena
| Cronologia completa delle presenze e delle reti in nazionale ― Cile | Cronologia completa delle presenze e delle reti in nazionale ― Cile | Cronologia completa delle presenze e delle reti in nazionale ― Cile | Cronologia completa delle presenze e delle reti in nazionale ― Cile | Cronologia completa delle presenze e delle reti in nazionale ― Cile | Cronologia completa delle presenze e delle reti in nazionale ― Cile | Cronologia completa delle presenze e delle reti in nazionale ― Cile         | Cronologia completa delle presenze e delle reti in nazionale ― Cile |
| Data                                                                | Città                                                               | In casa                                                             | Risultato                                                           | Ospiti                                                              | Competizione                                                        | Reti                                                                        | Note                                                                |
| ------------------------------------------------------------------- | ------------------------------------------------------------------- | ------------------------------------------------------------------- | ------------------------------------------------------------------- | ------------------------------------------------------------------- | ------------------------------------------------------------------- | --------------------------------------------------------------------------- | ------------------------------------------------------------------- |
| 16-1-2013                                                           | La Serena                                                           | Cile                                                                | 2 – 1                                                               | Senegal                                                             | Amichevole                                                          | Carlos Muñoz Fernando Meneses (rig.)                                        | Cap: J.Rojas                                                        |
| 20-1-2013                                                           | Concepción                                                          | Cile                                                                | 3 – 0                                                               | Haiti                                                               | Amichevole                                                          | Carlos Muñoz José Fuenzalida Patricio Rubio                                 | Cap: J.Rojas                                                        |
| 6-2-2013                                                            | Madrid                                                              | Cile                                                                | 2 – 1                                                               | Egitto                                                              | Amichevole                                                          | Eduardo Vargas Carlos Carmona                                               | Cap: C.Bravo                                                        |
| 23-3-2013                                                           | Lima                                                                | Perù                                                                | 1 – 0                                                               | Cile                                                                | Qual. Mondiali 2014                                                 | -                                                                           | Cap: C.Bravo                                                        |
| 27-3-2013                                                           | Santiago del Cile                                                   | Cile                                                                | 2 – 0                                                               | Uruguay                                                             | Qual. Mondiali 2014                                                 | Esteban Paredes Eduardo Vargas                                              | Cap: C.Bravo                                                        |
| 25-4-2013                                                           | Belo Horizonte                                                      | Brasile                                                             | 2 – 2                                                               | Cile                                                                | Amichevole                                                          | Marcos González Eduardo Vargas                                              | Cap: J.Rojas                                                        |
| 8-6-2013                                                            | Asunción                                                            | Paraguay                                                            | 1 – 2                                                               | Cile                                                                | Qual. Mondiali 2014                                                 | Eduardo Vargas Arturo Vidal                                                 | Cap: C.Bravo                                                        |
| 12-6-2013                                                           | Santiago del Cile                                                   | Cile                                                                | 3 – 1                                                               | Bolivia                                                             | Qual. Mondiali 2014                                                 | Eduardo Vargas Alexis Sánchez Arturo Vidal                                  | Cap: C.Bravo                                                        |
| 14-8-2013                                                           | Brøndby                                                             | Iraq                                                                | 0 – 6                                                               | Cile                                                                | Amichevole                                                          | Eugenio Mena 2 Alexis Sánchez 2 Jean Beausejour Ángelo Henríquez            | Cap: C.Bravo                                                        |
| 7-9-2013                                                            | Santiago del Cile                                                   | Cile                                                                | 3 – 0                                                               | Venezuela                                                           | Qual. Mondiali 2014                                                 | Eduardo Vargas Marcos González Arturo Vidal                                 | Cap: C.Bravo                                                        |
| 10-9-2013                                                           | Genf                                                                | Spagna                                                              | 2 – 2                                                               | Cile                                                                | Amichevole                                                          | 2 Eduardo Vargas                                                            | Cap: C.Bravo                                                        |
| 11-10-2013                                                          | Barranquilla                                                        | Colombia                                                            | 3 – 3                                                               | Cile                                                                | Qual. Mondiali 2014                                                 | Arturo Vidal (rig.) 2 Alexis Sánchez                                        | Cap: C.Bravo                                                        |
| 16-10-2013                                                          | Santiago del Cile                                                   | Cile                                                                | 2 – 1                                                               | Ecuador                                                             | Qual. Mondiali 2014                                                 | Alexis Sánchez Gary Medel                                                   | Cap: C.Bravo                                                        |
| 20-11-2013                                                          | Toronto                                                             | Brasile                                                             | 2 – 1                                                               | Cile                                                                | Amichevole                                                          | Eduardo Vargas                                                              | Cap: C.Bravo                                                        |
| 23-1-2014                                                           | Coquimbo                                                            | Cile                                                                | 4 – 0                                                               | Costa Rica                                                          | Amichevole                                                          | Miiko Albornoz 2 Pablo Hernández Carlos Muñoz                               | Cap: J.Rojas                                                        |
| 5-3-2014                                                            | Stoccarda                                                           | Germania                                                            | 1 – 0                                                               | Cile                                                                | Amichevole                                                          | -                                                                           | Cap: G.Medel                                                        |
| 31-5-2014                                                           | Santiago del Cile                                                   | Cile                                                                | 3 – 2                                                               | Egitto                                                              | Amichevole                                                          | Marcelo Díaz 2 Eduardo Vargas                                               | Cap: C.Bravo                                                        |
| 5-6-2014                                                            | Valparaíso                                                          | Cile                                                                | 2 – 0                                                               | Irlanda del Nord                                                    | Amichevole                                                          | Eduardo Vargas Mauricio Pinilla                                             | Cap: G.Medel                                                        |
| 14-6-2014                                                           | Cuiabá                                                              | Cile                                                                | 3 – 1                                                               | Australia                                                           | Mondiali 2014 - 1º turno                                            | Alexis Sánchez Jorge Valdivia Jean Beausejour                               | Cap: C.Bravo                                                        |
| 18-6-2014                                                           | Rio de Janeiro                                                      | Spagna                                                              | 0 – 2                                                               | Cile                                                                | Mondiali 2014 - 1º turno                                            | Eduardo Vargas Charles Aranguiz                                             | Cap: C.Bravo                                                        |
| 23-6-2014                                                           | San Paolo                                                           | Paesi Bassi                                                         | 2 – 0                                                               | Cile                                                                | Mondiali 2014 - 1º turno                                            | -                                                                           | Cap: C.Bravo                                                        |
| 28-6-2014                                                           | Belo Horizonte                                                      | Brasile                                                             | 1 – 1 dts (3 - 2 dtr)                                               | Cile                                                                | Mondiali 2014 - Ottavi di finale                                    | Alexis Sánchez                                                              | Cap: C.Bravo                                                        |
| 7-9-2014                                                            | San Jose                                                            | Cile                                                                | 0 – 0                                                               | Messico                                                             | Amichevole                                                          | -                                                                           | Cap: C.Bravo                                                        |
| 10-9-2014                                                           | Lauderhill                                                          | Cile                                                                | 1 – 0                                                               | Haiti                                                               | Amichevole                                                          | Juan Delgado                                                                | Cap: G.Medel                                                        |
| 11-10-2014                                                          | Valparaíso                                                          | Cile                                                                | 3 – 0                                                               | Perù                                                                | Amichevole                                                          | 2 Eduardo Vargas Gary Medel                                                 | Cap: C.Bravo                                                        |
| 14-10-2014                                                          | Coquimbo                                                            | Cile                                                                | 2 – 2                                                               | Bolivia                                                             | Amichevole                                                          | Charles Aránguiz Arturo Vidal (rig.)                                        | Cap: G.Medel                                                        |
| 15-11-2014                                                          | Talcahuano                                                          | Cile                                                                | 5 – 0                                                               | Venezuela                                                           | Amichevole                                                          | Alexis Sánchez Jorge Valdivia Eduardo Vargas Rodrigo Millar Pablo Hernández | Cap: C.Bravo                                                        |
| 19-11-2014                                                          | Santiago del Cile                                                   | Cile                                                                | 1 – 2                                                               | Uruguay                                                             | Amichevole                                                          | Alexis Sánchez                                                              | Cap: C.Bravo                                                        |
| 28-1-2015                                                           | Rancagua                                                            | Cile                                                                | 3 – 2                                                               | Stati Uniti                                                         | Amichevole                                                          | Roberto Gutiérrez 2 Mark González                                           | Cap: J.Rojas                                                        |
| 26-3-2015                                                           | St. Pölten                                                          | Iran                                                                | 2 – 0                                                               | Cile                                                                | Amichevole                                                          | -                                                                           | Cap: C.Bravo                                                        |
| 29-3-2015                                                           | Londra                                                              | Brasile                                                             | 1 – 0                                                               | Cile                                                                | Amichevole                                                          | -                                                                           | Cap: C.Bravo                                                        |
| 6-6-2015                                                            | Rancagua                                                            | Cile                                                                | 1 – 0                                                               | El Salvador                                                         | Amichevole                                                          | Jorge Valdivia                                                              | Cap: G.Medel                                                        |
| 12-6-2015                                                           | Santiago del Cile                                                   | Cile                                                                | 2 – 0                                                               | Ecuador                                                             | Coppa America 2015 - 1º turno                                       | Arturo Vidal (rig.) Eduardo Vargas                                          | Cap: C.Bravo                                                        |
| 16-6-2015                                                           | Santiago del Cile                                                   | Cile                                                                | 3 – 3                                                               | Messico                                                             | Coppa America 2015 - 1º turno                                       | 2 Arturo Vidal 1 (rig.) Eduardo Vargas                                      | Cap: C.Bravo                                                        |
| 20-6-2015                                                           | Santiago del Cile                                                   | Cile                                                                | 5 – 0                                                               | Bolivia                                                             | Coppa America 2015 - 1º turno                                       | 2 Charles Aranguiz Alexis Sánchez Gary Medel autorete                       | Cap: C.Bravo                                                        |
| 25-6-2015                                                           | Santiago del Cile                                                   | Cile                                                                | 1 – 0                                                               | Uruguay                                                             | Coppa America 2015 - Quarti di finale                               | Mauricio Isla                                                               | Cap: C.Bravo                                                        |
| 30-6-2015                                                           | Santiago del Cile                                                   | Cile                                                                | 2 – 1                                                               | Perù                                                                | Coppa America 2015 - Semifinale                                     | 2 Eduardo Vargas                                                            | Cap: C.Bravo                                                        |
| 4-7-2015                                                            | Santiago del Cile                                                   | Cile                                                                | 0 – 0 dts (4 - 1 dtr)                                               | Argentina                                                           | Coppa America 2015 - Finale                                         | -                                                                           | Cap: C.Bravo                                                        |
| 5-9-2015                                                            | Santiago del Cile                                                   | Cile                                                                | 3 – 2                                                               | Paraguay                                                            | Amichevole                                                          | 2 Felipe Gutiérrez Alexis Sánchez                                           | Cap: G.Medel                                                        |
| 9-10-2015                                                           | Santiago del Cile                                                   | Cile                                                                | 2 – 0                                                               | Brasile                                                             | Qual. Mondiali 2018                                                 | Alexis Sánchez Eduardo Vargas                                               | Cap: C.Bravo                                                        |
| 14-10-2015                                                          | Lima                                                                | Perù                                                                | 3 – 4                                                               | Cile                                                                | Qual. Mondiali 2018                                                 | 2 Alexis Sánchez 2 Eduardo Vargas                                           | Cap: C.Bravo                                                        |
| 13-11-2015                                                          | Santiago del Cile                                                   | Cile                                                                | 1 – 1                                                               | Colombia                                                            | Qual. Mondiali 2018                                                 | Arturo Vidal                                                                | Cap: C.Bravo                                                        |
| 18-11-2015                                                          | Montevideo                                                          | Uruguay                                                             | 3 – 0                                                               | Cile                                                                | Qual. Mondiali 2018                                                 | -                                                                           | Cap: C.Bravo                                                        |
| Totale                                                              |                                                                     | Presenze                                                            | 44                                                                  |                                                                     | Reti                                                                | 89                                                                          |                                                                     |

#### Nazionale argentina nel dettaglio
Statistiche aggiornate al 30 giugno 2018.
| 2017             | Argentina        | Qual. Mondiale 2018 | 3º, qualificato  | 4  | 1 | 3 | 0 | 25,00 | 4  | 2  | +2 |
| 2018             | Argentina        | Mondiale 2018       | Ottavi di finale | 4  | 1 | 1 | 2 | 25,00 | 6  | 9  | -3 |
| 2017-2018        | Argentina        | Amichevoli          |                  | 7  | 5 | 0 | 2 | 71,43 | 17 | 10 | +7 |
| Totale Argentina | Totale Argentina | Totale Argentina    | Totale Argentina | 15 | 7 | 4 | 4 | 46,67 | 27 | 21 | +6 |

#### Panchine da commissario tecnico della nazionale argentina[44]
| Cronologia completa delle presenze e delle reti in nazionale ― Argentina | Cronologia completa delle presenze e delle reti in nazionale ― Argentina | Cronologia completa delle presenze e delle reti in nazionale ― Argentina | Cronologia completa delle presenze e delle reti in nazionale ― Argentina | Cronologia completa delle presenze e delle reti in nazionale ― Argentina | Cronologia completa delle presenze e delle reti in nazionale ― Argentina | Cronologia completa delle presenze e delle reti in nazionale ― Argentina                    | Cronologia completa delle presenze e delle reti in nazionale ― Argentina |
| Data                                                                     | Città                                                                    | In casa                                                                  | Risultato                                                                | Ospiti                                                                   | Competizione                                                             | Reti                                                                                        | Note                                                                     |
| ------------------------------------------------------------------------ | ------------------------------------------------------------------------ | ------------------------------------------------------------------------ | ------------------------------------------------------------------------ | ------------------------------------------------------------------------ | ------------------------------------------------------------------------ | ------------------------------------------------------------------------------------------- | ------------------------------------------------------------------------ |
| 9-6-2017                                                                 | Melbourne                                                                | Brasile                                                                  | 0 – 1                                                                    | Argentina                                                                | Superclásico de las Américas                                             | Gabriel Mercado                                                                             | Cap: L.Messi                                                             |
| 13-6-2017                                                                | Kallang                                                                  | Singapore                                                                | 0 – 6                                                                    | Argentina                                                                | Amichevole                                                               | Federico Fazio Joaquin Correa Papu Gomez Leandro Paredes Lucas Alario (rig.) Angel Di Maria | Cap: L.Biglia                                                            |
| 31-8-2017                                                                | Montevideo                                                               | Uruguay                                                                  | 0 – 0                                                                    | Argentina                                                                | Qual. Mondiali 2018                                                      | -                                                                                           | Cap: L.Messi                                                             |
| 5-9-2017                                                                 | Buenos Aires                                                             | Argentina                                                                | 1 – 1                                                                    | Venezuela                                                                | Qual. Mondiali 2018                                                      | autorete                                                                                    | Cap: L.Messi                                                             |
| 5-10-2017                                                                | Buenos Aires                                                             | Argentina                                                                | 0 – 0                                                                    | Perù                                                                     | Qual. Mondiali 2018                                                      | -                                                                                           | Cap: L.Messi                                                             |
| 10-10-2017                                                               | Quito                                                                    | Ecuador                                                                  | 1 – 3                                                                    | Argentina                                                                | Qual. Mondiali 2018                                                      | 3 Lionel Messi                                                                              | Cap: L.Messi                                                             |
| 11-11-2017                                                               | Mosca                                                                    | Russia                                                                   | 0 – 1                                                                    | Argentina                                                                | Amichevole                                                               | Sergio Aguero                                                                               | Cap: L.Messi                                                             |
| 14-11-2017                                                               | Krasnodar                                                                | Argentina                                                                | 2 – 4                                                                    | Nigeria                                                                  | Amichevole                                                               | Ever Banega Sergio Aguero                                                                   | Cap: J.Mascherano                                                        |
| 23-3-2018                                                                | Manchester                                                               | Argentina                                                                | 2 – 0                                                                    | Italia                                                                   | Amichevole                                                               | Ever Banega Manuel Lanzini                                                                  | Cap: A.Di Maria                                                          |
| 27-3-2018                                                                | Madrid                                                                   | Spagna                                                                   | 6 – 1                                                                    | Argentina                                                                | Amichevole                                                               | Nicolas Otamendi                                                                            | Cap: J.Mascherano                                                        |
| 30-5-2018                                                                | Buenos Aires                                                             | Argentina                                                                | 4 – 0                                                                    | Haiti                                                                    | Amichevole                                                               | 3 Lionel Messi 1 (rig.) Sergio Aguero                                                       | Cap: L.Messi                                                             |
| 16-6-2018                                                                | Mosca                                                                    | Argentina                                                                | 1 – 1                                                                    | Islanda                                                                  | Mondiali 2018 - Fase a gironi                                            | Sergio Aguero                                                                               | Cap: L.Messi                                                             |
| 21-6-2018                                                                | Nižnij Novgorod                                                          | Argentina                                                                | 0 – 3                                                                    | Croazia                                                                  | Mondiali 2018 - Fase a gironi                                            | -                                                                                           | Cap: L.Messi                                                             |
| 26-6-2018                                                                | San Pietroburgo                                                          | Nigeria                                                                  | 1 – 2                                                                    | Argentina                                                                | Mondiali 2018 - Fase a gironi                                            | Lionel Messi Marcos Rojo                                                                    | Cap: L.Messi                                                             |
| 30-6-2018                                                                | Kazan'                                                                   | Francia                                                                  | 4 – 3                                                                    | Argentina                                                                | Mondiali 2018 - Ottavi di finale                                         | Angel Di Maria Gabriel Mercado Sergio Aguero                                                | Cap: L.Messi                                                             |
| Totale                                                                   |                                                                          | Presenze                                                                 | 15                                                                       |                                                                          | Reti                                                                     | 32                                                                                          |                                                                          |

## Palmarès

### Allenatore

#### Club

##### Competizioni statali
- Campionato Mineiro: 1

Atletico Mineiro: 2020

##### Competizioni nazionali
- Campionato cileno: 3

Universidad de Chile: Apertura 2011, Clausura 2011, Apertura 2012

##### Competizioni internazionali
- Copa Sudamericana: 1

Universidad de Chile: 2011

#### Nazionale
- Coppa America: 1

Cile 2015

#### Individuale
- Balón de Oro de la ANFP per il miglior allenatore del Cile: 1

2011
- Premio SIFUP per il miglior allenatore del Cile: 2

Apertura 2011, Apertura 2012
- Commissario tecnico dell'anno IFFHS: 1

2015